# Robert Ergas
Robert Ismael Ergas Moreno (Montevideo, 15 de enero de 1998) es un futbolista uruguayo. Juega de lateral izquierdo o interior izquierdo y actualmente se encuentra sin equipo.

## Trayectoria
Está en Defensor Sporting desde los 12 años. Fue parte del plantel Sub-14 que disputó el Torneo EFIPAN en Alegrete en enero del 2012.
Luego del Sudamericano Sub-17 en Paraguay, el Manchester United lo invitó a practicar como invitado en sus instalaciones. El 6 de abril de 2015 viajó a Inglaterra para sumarse a las filas de los Reds por 10 días, entrenó con las categorías sub-18 y sub-20 del club.
El 1 de julio comenzó la pretemporada con el plantel absoluto del Defensor Sporting Club. El técnico Juan Tejera lo incluyó en la plantilla de jugadores para la Copa Sudamericana 2015.
El 6 de septiembre fue convocado por primera vez para concentrar en un partido de Primera, estuvo en el banco de suplentes contra el clásico rival, Danubio, no ingresó pero ganaron 3 a 2.
En junio de 2018 fue cedido a Boston River para disputar el Torneo Clausura y la Copa Sudamericana 2018. 
El 6 de agosto de 2019, el Albacete Balompié anunciaba que había acordado con el Defensor Sporting la incorporación como cedido del jugador. El club español se reservaba una opción de compra para junio de 2020.

El 30 de enero de 2020, el lateral uruguayo con ficha del filial abandona el Albacete Balompié tras romper el contrato de cesión que tenía el conjunto manchego con el Defensor Sporting, tras solo tener una única oportunidad que tuvo contra el CD Tenerife en su debut en la Segunda División,
A inicios del 2020 firma por el Rentistas de la Primera División de Uruguay, en calidad de cedido por Defensor Sporting con el que se consagró campeón del Torneo Apertura.
Tras lograr el campeonato y su excelente actuación le valió la transferencia al Club Olimpia de la Primera División de Paraguay para disputar el Clausura 2020 y la temporada 2021, en condición de préstamo con opción a compra definitiva hasta finales de la temporada.

## Selección nacional

### Trayectoria
Ergas ha sido parte de la selección de Uruguay en las categorías juveniles sub-17, sub-18 y sub-20.
En el 2014 comenzó el proceso de la selección sub-17 a cargo de Santiago Ostolaza.
Viajó a Francia para jugar el Torneo Limoges, contra las selecciones Sub-18 de Ucrania, Francia y Canadá en carácter amistoso.
Jugó 2 partidos del cuadrangular. A pesar de que Uruguay disputó el torneo con la Sub-17, salió campeón con 5 puntos.
Fue incluido en la lista definitiva para jugar el Sudamericano Sub-17 en Paraguay. Debutó en el certamen continental el 6 de marzo de 2015, en el primer partido de la fase de grupos ante Bolivia, convirtió el primer gol y ganaron 4 a 1. El segundo partido fue contra el clásico rival, Argentina, el marcador se abrió al minuto 5 con un remate desde afuera del área de Federico Valverde, luego en el minuto 63 Tomás Conechny anotó el 1 a 1 para la albiceleste, pero sobre el final le hicieron un penal a Nicolás Schiappacasse y nuevamente su compañero Valverde lo transformó en gol al minuto 76, ganaron 2 a 1. Finalmente Uruguay quedó en quinto lugar y no clasificó al Mundial, tiempo después se supo que Ecuador había disputados sus partidos con varios jugadores mayores de 17 años.
El 1 de octubre fue convocado por Fabián Coito, para comenzar el proceso de la selección que disputará el Campeonato Sudamericano Sub-20 de 2017 en Ecuador.
Debutó con la sub-18 el 12 de octubre, en un partido amistoso disputado en el Franizni contra Rusia sub-17, fue titular con la camiseta número 8 y ganaron 2 a 1 luego de comenzar en desventaja.

### Detalles de partidos
| Con Uruguay Sub-17 | Con Uruguay Sub-17 | Con Uruguay Sub-17 | Con Uruguay Sub-17       | Con Uruguay Sub-17   | Con Uruguay Sub-17                      | Con Uruguay Sub-17 | Con Uruguay Sub-17 | Con Uruguay Sub-17                                          | Con Uruguay Sub-17 |
| N.º                | Rival              | Resultado          | Fecha                    | Lugar                | Competencia                             | Goles              | Asistencias        | Ref.                                                        |                    |
| ------------------ | ------------------ | ------------------ | ------------------------ | -------------------- | --------------------------------------- | ------------------ | ------------------ | ----------------------------------------------------------- | ------------------ |
| 1                  | Paraguay           | 4:1 (1:1)          | 28 de mayo de 2014       | Montevideo · Uruguay | Amistoso                                | -                  | -                  | 1                                                           |                    |
| 2                  | Paraguay           | 1:2 (0:1)          | 30 de mayo de 2014       | Montevideo · Uruguay | Amistoso                                | -                  | -                  | 2 Archivado el 10 de septiembre de 2014 en Wayback Machine. |                    |
| 3                  | Chile              | 2:1 (1:1)          | 9 de septiembre de 2014  | Curicó · Chile       | Amistoso                                | -                  | -                  | 3                                                           |                    |
| 4                  | Chile              | 2:1 (1:0)          | 11 de septiembre de 2014 | Santiago · Chile     | Amistoso                                | 48'                | -                  | 4                                                           |                    |
| 5                  | Perú               | 5:0 (2:0)          | 23 de septiembre de 2014 | Lima · Perú          | Amistoso                                | -                  | -                  | 5                                                           |                    |
| 6                  | Perú               | 3:0 (3:0)          | 25 de septiembre de 2014 | Lima · Perú          | Amistoso                                | -                  | -                  | 6                                                           |                    |
| 7                  | Ucrania            | 2:2 (1:1)          | 8 de octubre de 2014     | Limoges Francia      | Amistoso Torneo Limoges                 | -                  | -                  | 7                                                           |                    |
| 8                  | Canadá             | 1:1 (1:1)          | 12 de octubre de 2014    | Limoges Francia      | Amistoso Torneo Limoges                 | -                  | -                  | 8                                                           |                    |
| 9                  | Perú               | 4:1 (3:1)          | 1 de noviembre de 2014   | Montevideo · Uruguay | Amistoso                                | -                  | -                  | 9                                                           |                    |
| 10                 | Bolivia            | 4:1 (1:0)          | 6 de marzo de 2015       | Asunción Paraguay    | Campeonato Sudamericano Fase de grupos  | 36'                | -                  | 10                                                          |                    |
| 11                 | Argentina          | 2:1 (1:0)          | 8 de marzo de 2015       | Luque Paraguay       | Campeonato Sudamericano Fase de grupos  | -                  | -                  | 11                                                          |                    |
| 12                 | Chile              | 4:1 (2:0)          | 12 de marzo de 2015      | Capiatá Paraguay     | Campeonato Sudamericano Fase de grupos  | -                  | -                  | 12                                                          |                    |
| 13                 | Ecuador            | 1:0 (0:0)          | 14 de marzo de 2015      | Capiatá Paraguay     | Campeonato Sudamericano Fase de grupos  | -                  | -                  | 13                                                          |                    |
| 14                 | Ecuador            | 0:1 (0:1)          | 17 de marzo de 2015      | Luque Paraguay       | Campeonato Sudamericano Hexagonal final | -                  | -                  | 14                                                          |                    |
| 15                 | Colombia           | 1:0 (0:0)          | 20 de marzo de 2015      | Asunción Paraguay    | Campeonato Sudamericano Hexagonal final | -                  | -                  | 15                                                          |                    |
| 16                 | Brasil             | 2:3 (0:1)          | 23 de marzo de 2015      | Capiatá Paraguay     | Campeonato Sudamericano Hexagonal final | -                  | -                  | 16                                                          |                    |
| 17                 | Paraguay           | 1:2 (0:1)          | 29 de marzo de 2015      | Luque Paraguay       | Campeonato Sudamericano Hexagonal final | -                  | -                  | 17                                                          |                    |

| Con Uruguay Sub-18 | Con Uruguay Sub-18 | Con Uruguay Sub-18 | Con Uruguay Sub-18    | Con Uruguay Sub-18   | Con Uruguay Sub-18 | Con Uruguay Sub-18 | Con Uruguay Sub-18 | Con Uruguay Sub-18 | Con Uruguay Sub-18 |
| N.º                | Rival              | Resultado          | Fecha                 | Lugar                | Competencia        | Goles              | Asistencias        | Ref.               |                    |
| ------------------ | ------------------ | ------------------ | --------------------- | -------------------- | ------------------ | ------------------ | ------------------ | ------------------ | ------------------ |
| 1                  | Rusia              | 2:1 (0:0)          | 12 de octubre de 2015 | Montevideo · Uruguay | Amistoso           | -                  | -                  | 1                  |                    |

| Con Uruguay Sub-20 | Con Uruguay Sub-20 | Con Uruguay Sub-20 | Con Uruguay Sub-20  | Con Uruguay Sub-20   | Con Uruguay Sub-20 | Con Uruguay Sub-20 | Con Uruguay Sub-20 | Con Uruguay Sub-20 | Con Uruguay Sub-20 |
| N.º                | Rival              | Resultado          | Fecha               | Lugar                | Competencia        | Goles              | Asistencias        | Ref.               |                    |
| ------------------ | ------------------ | ------------------ | ------------------- | -------------------- | ------------------ | ------------------ | ------------------ | ------------------ | ------------------ |
| 1                  | Paraguay           | 2:2 (1:0)          | 24 de marzo de 2016 | Luque Paraguay       | Amistoso           | -                  | -                  | 1                  |                    |
| 2                  | Paraguay           | 1:1 (0:1)          | 26 de abril de 2016 | Canelones · Uruguay  | Amistoso           | -                  | -                  | 2                  |                    |
| 3                  | Paraguay           | 1:1 (1:0)          | 28 de abril de 2016 | Montevideo · Uruguay | Amistoso           | -                  | -                  | 3                  |                    |

### Participaciones en juveniles
| Competición                            | Sede     | Resultado     | Partidos | Goles |
| -------------------------------------- | -------- | ------------- | -------- | ----- |
| Campeonato Sudamericano Sub-17 de 2015 | Paraguay | Quinto puesto | 8        | 1     |

## Estadísticas

### Clubes
| Club                    | País     | Año               | Partidos | Goles | Media |
| ----------------------- | -------- | ----------------- | -------- | ----- | ----- |
| Defensor Sporting       | Uruguay  | 2015 - 2018       | 0        | 0     | 0     |
| Boston River (Préstamo) | Uruguay  | 2018              | 12       | 2     | 0     |
| Defensor Sporting       | Uruguay  | 2019              | 6        | 0     | 0     |
| Albacete B (Préstamo)   | España   | 2019              | 2        | 0     | 0     |
| Rentistas (Préstamo)    | Uruguay  | 2020              | 14       | 0     | 0     |
| Olimpia (Préstamo)      | Paraguay | 2020 - 2022       | 0        | 0     | 0     |
| Pumas (Libre)           | México   | 2022 - Actualidad | 0        | 0     | 0     |

### Selecciones
Actualizado al 28 de abril de 2016.
Último partido citado: Uruguay 1 - 1 Paraguay
| Sub-17 · Uruguay                                                 | 2013/14       | - | - | - | - | 2  | 0 | 2  | 0 |
| Sub-17 · Uruguay                                                 | 2014/15       | 8 | 1 | - | - | 7  | 1 | 15 | 2 |
| Sub-17 · Uruguay                                                 | Total sel.    | 8 | 1 | - | - | 9  | 1 | 17 | 2 |
| Sub-18 · Uruguay                                                 | 2015/16       | - | - | - | - | 1  | 0 | 1  | 0 |
| Sub-18 · Uruguay                                                 | Total sel.    | - | - | - | - | 1  | 0 | 1  | 0 |
| Sub-20 · Uruguay                                                 | 2015/16       | - | - | - | - | 3  | 0 | 3  | 0 |
| Sub-20 · Uruguay                                                 | Total sel.    | - | - | - | - | 3  | 0 | 3  | 0 |
| Total carrera                                                    | Total carrera | 8 | 1 | - | - | 13 | 1 | 21 | 2 |
| (1)Incluidos los datos del Campeonato Sudamericano Sub-17 (2015) |               |   |   |   |   |    |   |    |   |

## Palmarés

### Títulos Oficiales
| Competición                            | Equipo    | País     | Año  |
| -------------------------------------- | --------- | -------- | ---- |
| Torneo Apertura Jorge "Tito" Gonçalvez | Rentistas | Uruguay  | 2020 |
| Torneo Clausura 2020                   | Olimpia   | Paraguay | 2020 |

### Títulos amistosos
| Competición           | Equipo         | País    | Año  |
| --------------------- | -------------- | ------- | ---- |
| Torneo Limoges Sub-18 | Uruguay Sub-17 | Francia | 2014 |